# Saúl Ibarra
Saúl Ignacio Ibarra González (* 8. November 1964; † 30. Oktober 2017), allgemein bekannt unter seinem verkürzten Namen Saúl Ibarra, war ein mexikanischer Fußballspieler auf der Position eines Innenverteidigers. Wegen seiner Größe von mehr als einem Meter neunzig und seiner kräftigen Statur war Ibarra auch unter dem Spitznamen El Refrigerado (Der Kühlschrank) bekannt.

## Leben
Der aus dem Nachwuchsbereich des Club Deportivo Guadalajara hervorgegangene Ibarra spielte als Profi zunächst für dessen Farmteam Club Deportivo Tapatío, ehe ihm der Sprung in die erste Mannschaft gelang, für die er von 1985 bis 1988 insgesamt 30 Einsätze in der höchsten mexikanischen Spielklasse absolvierte.
Seine Spielzeit mit den meisten Einsätzen war das Torneo México 86, in dem er in 17 von 18 Spielen seiner Mannschaft mitwirkte und 2 Tore erzielte. In derselben Spielzeit geriet er im Heimspiel gegen den CF Monterrey, der am Ende des Turnieres seinen ersten Meistertitel feierte, mit dessen Torhüter Jesús „Wama“ Contreras in einer Kampfeinlage aneinander.
In der darauffolgenden Saison 1986/87 gewann Ibarra mit seinem Verein dessen ersten Meistertitel nach 17 Jahren.
Nachdem er im Alter von etwa 50 Jahren einen Schlaganfall erlitten hatte, war Ibarra gesundheitlich angeschlagen und benötigte eine Gehhilfe. Wahrscheinlich als Folge seiner Erkrankung starb Ibarra kurz vor seinem 53. Geburtstag.

## Erfolge
- Mexikanischer Meister: 1986/87